# Santa Catarina Mita
Santa Catarina Mita è un comune del Guatemala facente parte del dipartimento di Jutiapa.
L'abitato ha origini precolombiane, essendo stato nell'XI-XII secolo un insediamento tolteco, popolato da indigeni provenienti dall'attuale Messico.